# Andarig
Andarig war eine Stadt und ein Königreich im Norden von Mesopotamien in der Ninive-Ebene, die um 1800 bis 1700 v. Chr. florierten. Es handelte sich um die bedeutendste Stadt des Yamubtbal-Stammes. Die Stadt ist  vor allem aus Texten aus Mari bekannt. Dort werden diverse Könige genannt. Die Identifizierung von Andarig mit einem bestimmten Ruinenhügel ist unsicher, vielleicht ist die Stadt mit Tell Khoshi identisch.
Diverse Könige sind aus den Mari-Texten bekannt: Qarni-Lim, Atamrum und Hudiya. Durch die Briefe aus Mari kann die Geschichte der Stadt zum Teil verfolgt werden, wobei die Briefe vor allem kriegerische Zusammenstöße mit Nachbarn und immer wieder wechselnde Allianzen erwähnen. Aus der Zeit nach dem Mari-Archiv sind nur wenige Informationen zur Stadt bekannt. Ein König namens Buriya ist als letzter Herrscher bekannt.